# Friesen (Haut-Rhin)
Friesen ist eine französische Gemeinde mit 667 Einwohnern (Stand 1. Januar 2022) im Département Haut-Rhin in der Region Grand Est (bis 2015 Elsass). Sie gehört zum Arrondissement Altkirch und zum Kanton Masevaux-Niederbruck.

## Geografie
Die Gemeinde Friesen im Sundgau liegt im äußersten Südwesten des Elsasses, grenzt an die Region Franche-Comté und ist etwa zehn Kilometer von der Grenze zur Schweiz entfernt. 
Durch die Gemeinde fließt die Larg, ein Nebenfluss der Ill. Bei Friesen zweigt die Rigole von der Larg  ab. Es handelt sich um einen kleinen Kanal, welcher in etwa der 350 m-Höhenlinie folgend, dem Rhein-Rhône-Kanal in dessen Scheiteltelbereich bei Valdieu Wasser zuführt.
Die Gemeinde besaß von 1910 bis 1971 einen Bahnhof an der Bahnstrecke Dannemarie–Pfetterhouse. Der Personenverkehr wurde 1965 eingestellt.
Nachbargemeinden von Friesen sind Hindlingen im Westen und Norden, Largitzen im Osten, Ueberstrass im Süden sowie Lepuix-Neuf im Südwesten.

## Geologie
Friesen liegt im löss(-lehm)-bedeckten Sundgauer Tertiärhügelland im Bereich der unter der Lössdecke lagernden Sundgauschotter. Diese sind die Hinterlassenschaft einer einst (im Pliozän und Altpleistozän) über Doubs, Saône und Rhône  zum Mittelmeer entwässernden Ur-Aare. Unter den die (oberen) Talhänge bildenden Sundgauschottern liegen die sandig-mergeligen Schichten der oligozänen Elsässer Molasse (Molasse alsacienne).
Das Dorf hat sich in dem nach NW gerichteten Talabschnitt der Larg, wo die typischen Sundgauweiher gehäuft auftreten. angesiedelt. Ausreichende Verlehmung des Untergrunds war die Voraussetzung für die Entstehung, den Aufstau oder die Neuanlage dieser Weiher.
Die für die Sundgautäler typische Asymmetrie des Talquerschnitts ist auch hier sehr deutlich. Einem flacher geböschten Südwesthang steht ein steilerer Nordosthang gegenüber. Die vorwiegenden, regenbringenden Westwinde haben den exponierten Nordosthang angegriffen und dort die schützende, im Windschatten des Südwesthangs dagegen verschonte Lössdecke entfernt, die hier für eine sanftere Hangböschung sorgt.

## Geschichte

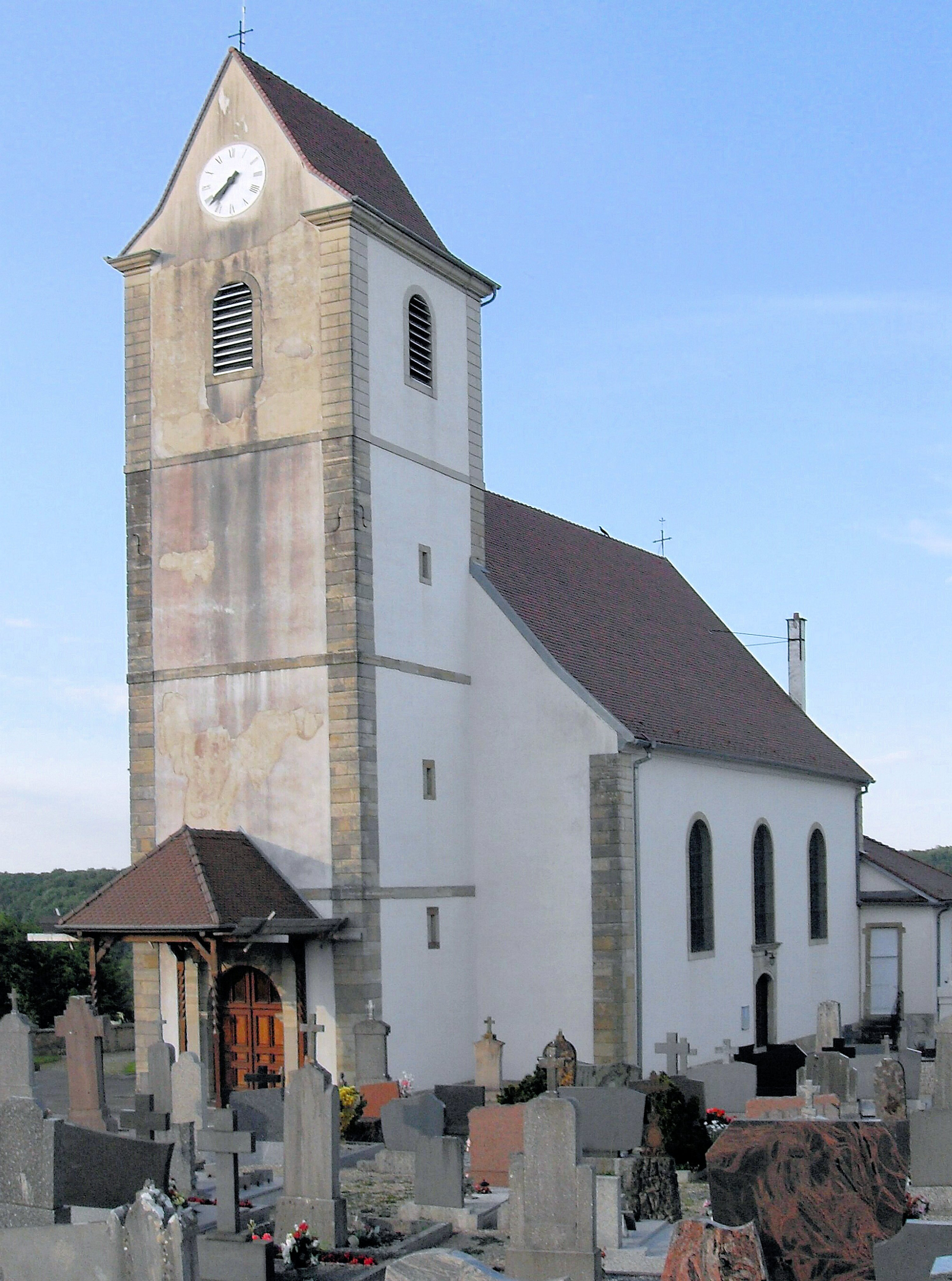
Kirche St. Peter und Paul

Von 1267 bis 1479 wird eine örtliche Adelsfamilie erwähnt. Von dem urkundlich erwähnten Schloss sind keine Spuren mehr vorhanden.
Auf der heutigen Gemarkung von Friesen lag in römischer Zeit - an der Straße Mandeure-Kembs - das aus antiken Schriften bekannte und auf der Peutigertafel verzeichnete Militärlager Castrum Larga. 1964 entdeckte man in der Nähe zwei gallo-römische Heiligtümer. Zwischen Friesen und Largitzen ist im Gelände nahe der D 17 ein Stück der Römerstraße erkennbar.
Bis ins 16. Jahrhundert befand sich in Friesen eine Niederlassung der Johanniter, die Ende des 14. Jahrhunderts Sitz eines Komturs wurde. Im Dorf besaß der Orden einen Freihof und eine Mühle. 1541 wurde die Kommende mit der von Soultz (Haut-Rhin) vereinigt. Nach der Revolution wurden die Baulichkeiten abgebrochen.
Der Ort gehörte bis 1324 zur Grafschaft Pfirt, dann zu Habsburg (Herrschaft Altkirch) und ab 1648 zu Frankreich. König Ludwig XIV., der ab 1661 regierte, arbeitete darauf hin, das Vallée de la Largue wieder zu bevölkern und zerstörte Gebiete zurückzugeben. In die Talschaft kamen vor allem Migranten aus der Schweiz, darunter zahlreiche Wiedertäufer. Die Dorfkirche war einst Mutterkirche für Überstrass, Largitzen, Hindlingen und die Wallfahrtskirche Grünenwald.
Die zahlreichen kriegerischen Ereignisse, die den Sundgau im Mittelalter heimsuchten, berührten auch das Dorf Friesen. Nach dem Dreißigjährigen Krieg lebten im Ort noch rund 110 Menschen. Von den einst über 600 Dorfbewohnern hatten die meisten in der Schweiz Zuflucht gefunden.
Von 1871 bis 1918 gehörte Friesen zum Reichsland Elsass-Lothringen. Im Ersten Weltkrieg wurde der zeitweise in der Kampflinie liegende Ort erheblich zerstört.

## Sehenswertes
Peter-und-Paul-Kirche: Erbaut 1771, Grundmauern des Chors mittelalterlich. Der im Zweiten Weltkrieg beschädigte Turm wiederaufgebaut. Einige Bänke mit gusseisernen Bankwangen aus der Gießerei in Lützel (19. Jahrhundert).
Marien-Kapelle (Notre-Dame de la Consolation): Erbaut 1900 am Prozessionsweg zur Grünenwald-Kapelle auf Grund eines Gelübdes durch eine Familie des Dorfes.

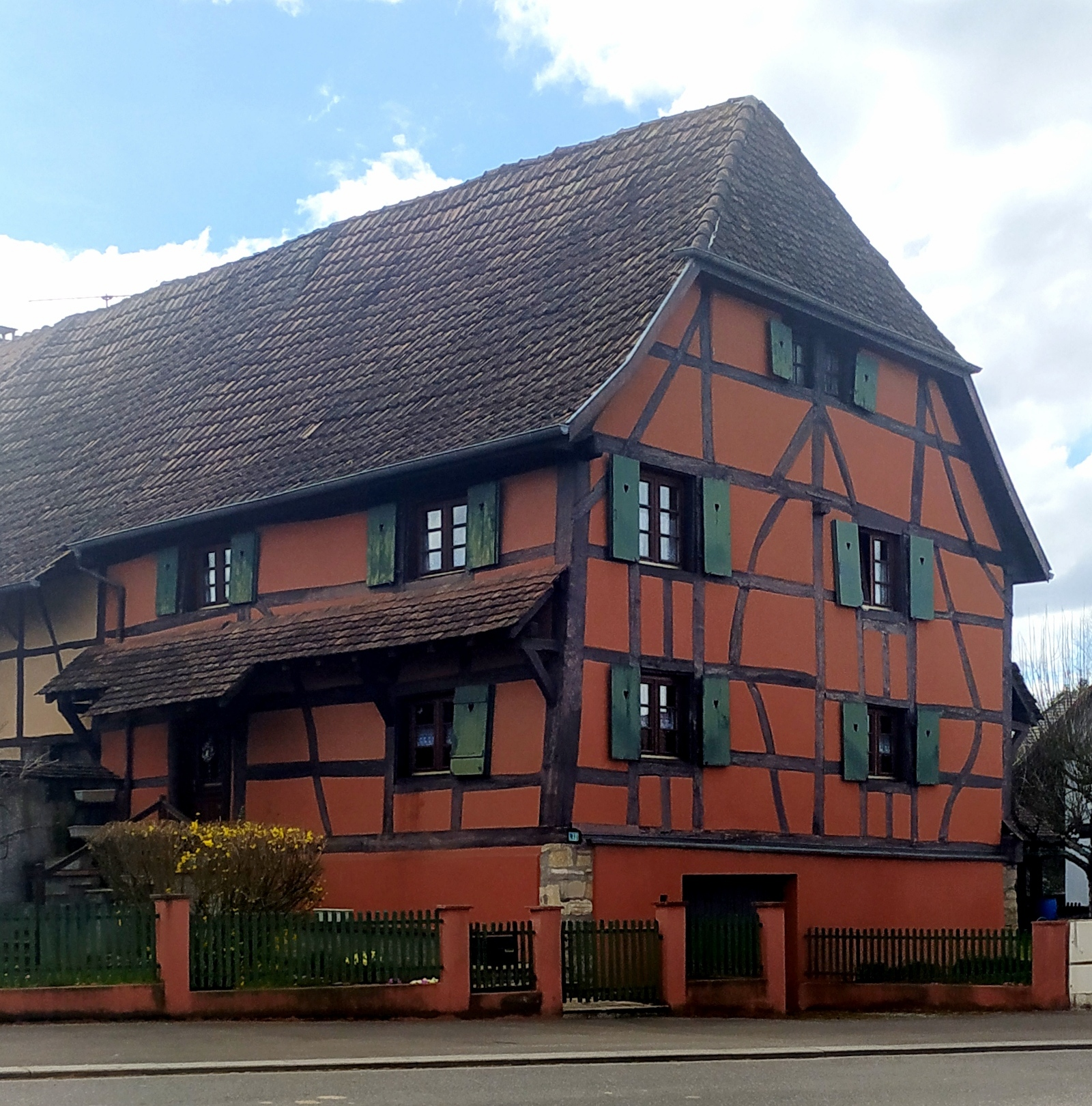
Das bisher ältestdatierte Fachwerkhaus im Sundgau, 49 Rue Principale

Trotz starker Zerstörungen im Ersten Weltkrieg besitzt das Dorf noch eine Anzahl schöner Fachwerkbauten, darunter mehrere in der altertümlichen Ständerbauweise z. Bsp. das Haus an der rue Principale Nr. 49. Das weitabständige Fachwerk, die massiven hauswandhohen Wandständer und die angeblatteten Streben von den Eckständern in den Giebel zeugen vom hohen Alter dieses Hauses. Dendrochronologische Untersuchungen ergaben als Bauzeit 1499/50. Damit ist es das nachgewiesen älteste  Fachwerkhaus im Sundgau. Außer dem obersten Giebelfenster sind alle Fenster nachträglich verändert worden. Die Stallscheune wurde um die Mitte des 19. Jahrhunderts zu einem Wohnteil umgebaut. -  Das Haus rue Principale Nr. 54, wohl noch aus dem 16. Jahrhundert, ist ebenfalls ein sehr altes Haus in Ständerbauweise mit geschossübergreifenden Streben an der Traufseite, das Nachbarhaus Nr. 52 zeigt dagegen die neuere Stockwerkbauweise, bei der das Haus Stockwerk für Stockwerk abgezimmert wurde. Bei der Gemeinde ist ein Flyer (deutsch/französisch) erhältlich, der auf 24 beachtenswerte Fachwerkbauten hinweist. 

## Bevölkerungsentwicklung
| Jahr      | 1962 | 1968 | 1975 | 1982 | 1990 | 1999 | 2006 | 2017 |
| Einwohner | 519  | 528  | 552  | 536  | 585  | 594  | 526  | 644  |